# 木内鹤彦
木内鹤彦（日语：／；1954年6月4日—2024年12月1日）是日本的一位彗星搜寻者，出生于长野县南佐久郡小海町。2010年时，他居住在佐久市。

## 生平
木内鹤彦上小学五年级时见过池谷-关彗星，从此对彗星产生了浓厚的兴趣。在学生时代，他加入过天文社团。毕业后，他在长野县臼田町（现为佐久市）继续进行天体观测。
他还因濒死体验而闻名。22岁时，他担任航空自卫队运航管理者（调度员）期间，因罕见的上肠间膜动脉性十二指肠闭塞而昏迷，被确认死亡，但30分钟后复苏，这是日本国内唯一死后复苏并被医生记录下来的案例。这一经历被学术机构报告过，也在他的著作中有所记载。这次体验让他不得不思考“这个宇宙是什么？我是什么？”等问题，这些疑问成为他继续进行天体观测的动力。
恢复后，他从航空自卫队退役，重新开始搜寻彗星。在当时，计算彗星轨道通常使用计算机和摄影干板，而他则采用电子计算器和大型双筒望远镜进行目视观测。他成功重新发现了当时失踪的斯威夫特-塔特尔彗星，并发现了其他3颗彗星，受到全球瞩目。他当时的搜寻方式是每天将大型双筒望远镜背到八岳进行目视观测。
1990年，木内鹤彦先後發現C/1990 E1及C/1990 N1彗星。
2008年7月，他的利用太阳光的碳化炉系统专利申请在日本及其他国家获得批准。
2009年7月，他在中国杭州附近观测日全食时，因胃部大量出血导致呕血和下血，并昏倒。在中国方面帮助下，经过约一个月的住院治疗后，他返回日本。在此期间，他再次经历了濒死体验。2010年，他重新开始活动。
从2010年起，他在日本全国范围内举办讲演会和观星会，宣传天文和环境问题，尤其强调光害及由此引发的自然环境破坏。